# Grim Fandango
Grim Fandango är ett äventyrsspel som utvecklades och gavs ut av Lucasarts till Microsoft Windows 1998. När spelet kom fick det mycket god kritik och brukar räknas som ett av de bästa spelen i genren. Spelet designades av Tim Schafer.
I januari 2015 utgav Tim Schafer-ledda Double Fine Productions en remastrad version till Playstation 4, Playstation Vita, Microsoft Windows, OS X och Linux.. Nyversionen innebar bland annat - förutom förbättrad kompatibilitet - nytt användargränssnitt (peka-och-klicka), nya texturer och ny ljussättning, samt nyinspelat soundtrack.

## Handling
Spelet utspelar sig i aztekernas dödsrike, och rör sig kring huvudpersonen Manny Calaveras (Tony Plana) handlingar och ageranden genom dödsriket. Historien utvecklas genom fyra episoder, var och en utspelar sig på De dödas dag under fyra år. Det är från denna helgdag mycket av spelets design kommer från, de flesta av spelets figurer är skelettfigurer baserade på José Guadalupe Posadas verk, och blommor används som mordvapen. I spelet finns också ett unikt djurliv, i form av benätande eldsprutande bävrar och gigantiska kapplöpningskatter.
Spelet kombinerar denna dödsvärld med art déco-motiv, och en stark film noir-känsla, som påminner om Raymond Chandlers verk. De flesta av spelets roller är av spansk bakgrund, och då och då tar sig spanska ord in i den engelska dialogen. De flesta av rollfigurerna röker, mycket på grund av den visuella effekten.
Manuel Calavera, spelets huvudperson, arbetar som resebyråtjänsteman, med uppgift att leda nyligen avlidna personer till efterlivet, detta gör att hans roll som resebyråtjänsteman blandas med den som liemannen. Då han upptäcker att en renlärig avliden blir nekad de belöningar hon gjort sig förtjänt av i efterlivet, blir han detektiv. Hans undersökningar leder honom igenom ett nät av korruption, bedrägeri och mord.

## Utveckling
Spelet gavs ut på CD-ROM och innehöll röster till alla spelets figurer. Grim Fandango skulle ursprungligen ha hetat "Deeds of the Dead", men Lucasarts ville inte att speltiteln skulle ha något att göra med ordet 'död'.
Grim Fandango var ett försök av Lucasarts att återuppliva äventyrsgenren, som runt 1998 hade tappat mycket av sin forna marknad, detta mycket på grund av populariseringen av förstapersonsskjutare och realtidsstrategispel. För första gången på 10 år gjorde LucasArts ett äventyrsspel som inte byggde på en vidareutveckling av spelmotorn SCUMM.
En helt ny spelmotor, GrimE, utvecklades som bytte ut SCUMM:s tvådimensionella figursprites mot 3D-modeller klädda med texturer. Bakgrunderna var förrenderade 3D-scener, och användes i spelet som tvådimensionella bakgrunder, men eftersom figurerna kunde vändas och vridas hur som helst kunde mer filmiska kameravinklar användas.
En gameplaymässig förändring jämfört med SCUMM-spelen är att spelarfiguren styrs direkt med piltangenter eller handkontroll, istället för att spelaren klickar dit han eller hon vill att spelarfiguren ska gå. I övrigt kvarhölls många av LucasArts gamla spelkonventioner, som exempelvis problemlösningen och att det inte går att dö eller hamna i ett läge där det inte går att ta sig vidare.

## Mottagande
Bland priserna spelet erhöll finns Gamespots "årets spel"-utmärkelse, som senare givits till många klassiska spel som Starcraft och Half-Life.

### Efterföljder
Spelet ansågs efter sin lansering som den sista spiken i kistan för äventyrsspelen, då spelet trots sina kvaliteter blev ett kommersiellt misslyckande, och därmed gav spelutvecklare och -utgivare synen på äventyrsspel som ett ekonomiskt risktagande, med en låg potentiell marknad.